# 長野青年師範学校
| 長野青年師範学校 （長野青師） | 長野青年師範学校 （長野青師） |
| ----------------------------- | ----------------------------- |
| 創立                          | 1944年                        |
| 所在地                        | 長野市                        |
| 初代校長                      | 上条憲太郎                    |
| 廃止                          | 1951年                        |
| 後身校                        | 信州大学                      |
| 同窓会                        | 信州大学 教育学部同窓会       |

長野青年師範学校 （ながのせいねんしはんがっこう） は、1944年 （昭和19年） に設立された青年師範学校である。

## 概要
- 1918年（大正7年）設立の長野県実業補習学校教員養成所を起源とする。
- 1944年（昭和19年）、長野県立青年学校教員養成所 （1935年設立） が国に移管されて長野青年師範学校となった。
- 第二次世界大戦後の学制改革により、新制信州大学教育学部の母体の一つとなった。

## 沿革
- 1918年（大正7年）4月： 長野県実業補習学校教員養成所を設立。
  - 修業年限1年。小学校本科正教員の資格を持つ者対象。
- 1919年（大正8年）4月： 長野県立農事講習所第二部に改組。
- 1921年（大正10年）4月： 長野県実業補習学校教員養成所に改組。
- 1922年（大正11年）4月： 修業年限2年に延長。
- 1926年（大正15年）4月： 上水内農学校校内に移転。
- 1929年（昭和4年）4月： 第二部を設置 （1933年3月廃止）。
- 1935年（昭和10年）4月： 長野県立青年学校教員養成所と改称。
- 1937年（昭和12年）4月： 臨時教員養成科を設置 （1年制、1940年3月廃止）。
- 1944年（昭和19年）4月1日： 官立移管され長野青年師範学校設置 （本科3年制）。
  - 長野県立女子青年学校教員臨時養成所 （2年制） を併設。
- 1946年（昭和21年）4月： 女子部を新設。
  - 女子青年学校教員臨時養成所は1947年（昭和22年）3月廃止。
- 1949年（昭和24年）5月31日： 新制信州大学発足。
  - 長野師範学校と共に教育学部の母体となり、信州大学長野青年師範学校として包括された。
- 1951年（昭和26年）3月31日： 信州大学長野青年師範学校、廃止。

## 校地
淵源の長野県実業補習学校教員養成所は長野旭町（現・長野市大字長野長門町、長野市立長野図書館構内）にあった長野師範学校旧寄宿舎で発足した。
翌1919年（大正8年）、長野県立農事講習所第二部となり、仮校舎を上水内郡芹田村中御所（現・長野市中御所）の芹田小学校中御所分教場（現・長野市立裾花小学校）に置いた。のちに芹田村の長野県農事試験場内に移転した。
長野県実業補習学校教員養成所時代の 1926年（大正15年）、長野市吉田広町地籍 （現・長野市吉田） の上水内農学校（現・長野県長野吉田高等学校）校内に移転。吉田校地は官立長野青年師範学校に引き継がれ、1951年（昭和26年）の廃校時まで使用された。
旧吉田校地には、信州大学教育学部職業科（のち技術科）の吉田農場が設置された。1960年（昭和35年）、国の管理していた校舎・校地の大部分が長野県長野吉田高等学校に返還された。1984年（昭和59年）にも敷地 約3590平方メートルが長野吉田高校に譲渡されたのち、1995年（平成7年）に残る敷地 約4630平方メートルが譲渡され、吉田農場は閉鎖された。

## 歴代校長
長野県実業補習学校教員養成所
- 所長事務取扱： 稲葉健之助 （1918年4月1日 - 1919年3月31日）

長野県立農事講習所第二部
- 所長： 池田哲也 （1919年4月 - 1919年9月）

長野県実業補習学校教員養成所
- 所長： 富永升 （1921年5月 - 1925年5月5日）
- 所長： 志摩三郎 （1925年5月6日 - 1925年6月1日）
- 所長事務取扱： 菊地獅子 （1926年4月 - 1928年3月31日）
- 所長： 関谷吾一 （1928年3月31日 - 1935年3月）

長野県立青年学校教員養成所
- 所長： 関谷吾一 （1935年4月1日 - 1938年3月30日）
- 所長： 今村省三 （1938年3月31日 - 1939年2月27日死去）
- 所長事務取扱： 吉田巌 （1939年2月27日 - 1939年6月21日）
- 所長： 山崎平四郎 （1939年6月21日 - 1944年3月31日）

官立長野青年師範学校
- 校長： 上条憲太郎 （1944年4月 - 1946年9月29日）
- 校長事務取扱： 前田勝美 （1946年7月29日[1] - 1946年10月7日）
- 校長： 守野昌一 （1946年10月7日 - 1948年9月23日死去）
- 校長事務取扱： 前田勝美 （1948年9月23日 - 1949年8月1日）

信州大学長野青年師範学校（新制信州大学教育学部長と兼任）
- 岩波喜代登：1949年8月1日 - 1949年12月7日
- 山中肇：1949年12月14日 - 1951年3月31日

## 著名な出身者
- 新井章（歌人、江戸川大学名誉教授）

## 関連書籍
- 信州大学教育学部九十年史編集委員会（編）　『信州大学教育学部九十年史』　信州大学教育学部創立九十周年記念会、1965年。
- 信州大学教育学部五十年誌編纂部会（編）　『信州大学教育学部五十年誌』　信州大学教育学部、1999年10月。